# الجاح الأزهور (السبرة)

تعديل مصدري - تعديل

الجاح الأزهور هي إحدى قرى عزلة الأزهور بمديرية السبرة التابعة لمحافظة إب، بلغ تعداد سكانها 104 نسمة حسب تعداد اليمن لعام 2004.